# 중앙동 (여주시)
중앙동(中央洞)은 여주시에 위치한 동이다.

## 행정 구역
법정동으로는 창동(倉洞), 하동(下洞), 교동(校洞), 월송동(月松洞), 가업동(稼業洞), 연라동(煙羅洞)이 있다.

## 주요 기관

### 관공서
- 여주소방서
- 여주경찰서

### 교육
- 여주대학교

## 아파트
| 여주역 푸르지오 클라테르 | 대우건설       | ㈜성진                    |  |
| 여주역 자이 헤리티지     | 지에스건설㈜   | ㈜교보자산신탁 ㈜엘에스디 |  |
| 여주 예일세띠앙          | 예일건설㈜     |                           |  |
| 여주 보광그랑베르        | ㈜보광종합건설 |                           |  |
| 두풍리치빌               | ㈜두풍종합건설 |                           |  |